# Daniel Huber (matematico)

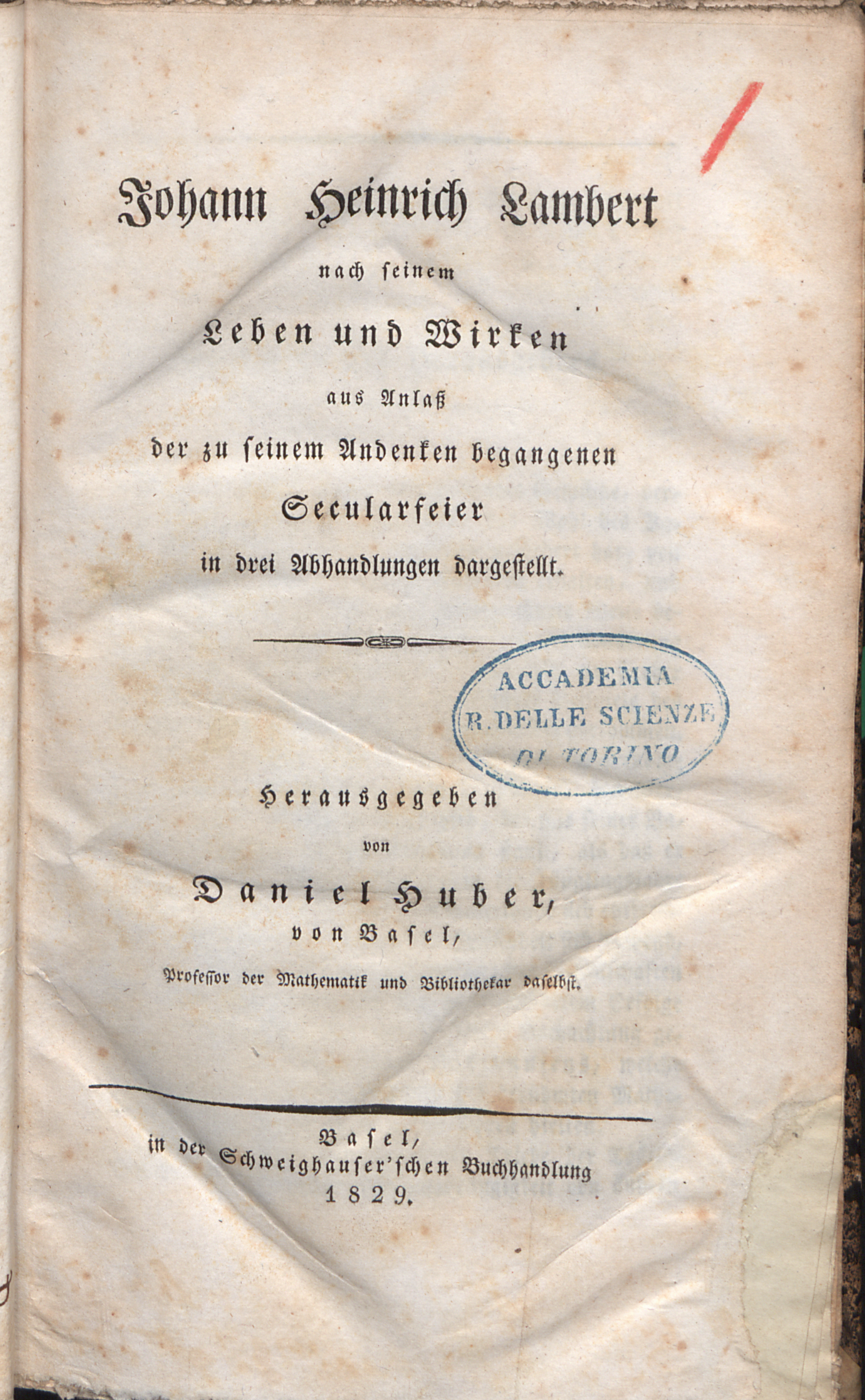
Johann Heinrich Lambert nach seinem Leben und Wirken, 1829

Daniel Huber (Basilea, 23 giugno 1768 – 3 dicembre 1829) è stato un matematico e astronomo svizzero. Professore dell'università di Basilea, ne fu rettore dal 1804.

## Opere
- (LA) Daniel Huber, Nova theoria de parallelarum rectarum proprietatibus, Basileae, Johann Schweighauser, 1823.
- (DE) Daniel Huber, Johann Heinrich Lambert nach seinem Leben und Wirken, Basel, Johann Schweighauser, 1829. URL consultato il 25 giugno 2015.